# Leszek Bubel

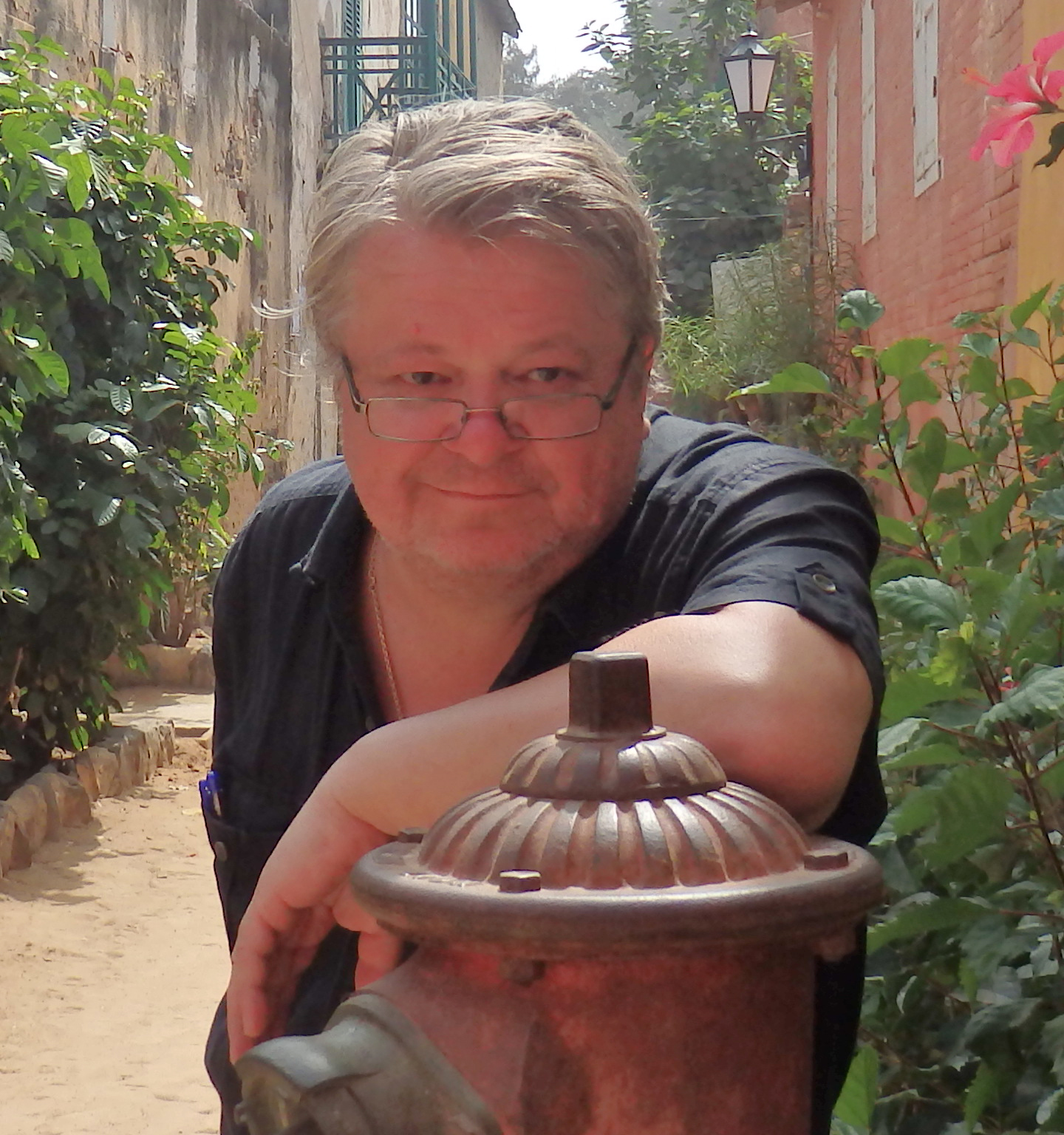
Leszek Bubel

Leszek Henryk Bubel (* 19. Januar 1957 in Węgrów) ist ein polnischer Politiker und war Führer der 2014 aufgelösten  Polska Partia Narodowa (PPN). Er ist bekannt für seine antisemitischen Weltanschauungen. Bubel, der Goldschmied von Beruf ist, kandidierte 1995 und 2005 für das Amt des polnischen Präsidenten. Er gehörte von 1991 bis 1993 dem Sejm in dessen I. Wahlperiode an.

## Leben
Bubel absolvierte eine Goldschmiedelehre und erwarb 1979 als jüngster Vertreter der Goldschmiedekunst der polnischen Geschichte seinen Meisterbrief. Während des Kriegsrechts wurde er im September 1982 für zehn Tage interniert.
Seine politische Karriere begann Bubel 1991 in der Polska Partia Przyjaciół Piwa (PPPP). Er war seit der ersten vollständig freien Wahl 1991 Abgeordneter im polnischen Sejm und gehörte zunächst der Fraktion „Duże Piwo“ an. Gegen Ende der Wahlperiode war er fraktionslos und übernahm das Amt des Parteivorsitzenden. Sein Vorgänger in diesem Amt war der Mitbegründer der Partei und Kabarettist Janusz Rewiński. Nach der Parlamentswahl 1993, bei der die PPPP an der neu eingeführten Sperrklausel scheiterte, löste sich die Partei auf. Bei der Präsidentschaftswahl in Polen 1995 kandidierte er als unabhängiger Kandidat und erhielt mit 6825 Stimmen die geringste Stimmenzahl aller 13 Kandidaten.
Von 2004 bis zu ihrer Auflösung im Jahr 2014 war er Vorsitzender der Polska Partia Narodowa (PPN) zudem auch der Stronnictwo Narodowe. Zudem leitete er auch die Polnische Gesellschaft Nein zur EU (Polskie Stowarzyszenie Nie dla Unii Europejskiej) und die Gesellschaft gegen Antipolonismus (Stowarzyszenie Przeciwko Antypolonizmowi). Dieser Gesellschaft gehören 16 Mitglieder an, die eine vierteljährlich erscheinende Zeitschrift mit dem Titel „Kwartalnik Narodowy“  herausgeben. Bei einer Nachwahl zum Senat der Republik Polen kandidierte er im Wahlkreis Katowice, erhielt aber lediglich 167 Stimmen. Bei der Präsidentschaftswahl in Polen 1995 trat er für die PPN an und erreichte 18.828 Stimmen (0,1 %). Bei der Parlamentswahl 2005 erreichte er mit der PPN 0,3 % der Stimmen und scheiterte damit an der Sperrklausel. Bei der Wahl 2015 wurde seine Kandidatur für den Senat nicht zugelassen, da er Unterstützungsunterschriften gefälscht hatte. Bei der Wahl zum Senat 2019 erreichte er im Wahlkreis Olsztyn 3,2 % der Stimmen.
Bubel ist Autor vieler antisemitischer Schriften und Bücher. Er selbst verfasste mehr als 50 Schriften und ist Herausgeber von unzähligen weiteren Publikationen. Zusätzlich verkauft er die Neuausgabe der auf Fälschungen beruhenden antijüdischen Protokolle der Weisen von Zion. Bubel ist in seinen Büchern der Auffassung, Polen sei in der heutigen Zeit von Juden unterwandert. Zudem sei es eine Fälschung, dass nur 8000 Juden in Polen lebten. Er gibt die Zahl mit bis zu 1,5 Millionen an.